# Acker-Löwenmaul
Das Acker-Löwenmaul (Misopates orontium, Synonym: Antirrhinum orontium) ist eine Pflanzenart, die zur Familie der Wegerichgewächse (Plantaginaceae) gehört.

## Beschreibung
Das Acker-Löwenmaul ist eine einjährige Pflanze. Es erreicht Höhen von 8 bis 50 Zentimetern. Die Pflanze wächst aufrecht und ist etwas verzweigt, im unteren Teil kahl bis schwach behaart, im oberen Teil drüsig. Die Blätter sind linealisch bis eiförmig-elliptisch, 2–5 cm lang und 2–7 mm breit und kurz gestielt. Sie sind im unteren Teil gegenständig, nach oben wechselständig. 
Die Blüten stehen in lockeren endständigen Trauben. Sie sind nur kurz gestielt, ihre Stiele werden zur Fruchtzeit nur bis 4 mm lang. 
Der Kelch ist 10–17 mm lang, die Kelchzipfel sind linealisch, die längsten etwa 1,5 mal so lang wie die kürzesten. Die Krone des Acker-Löwenmauls ist rosa mit einer dunklen Aderung. Sie ist 10–15 mm lang, so lang wie oder etwas kürzer als der Kelch. Die Fruchtkapsel ist 8–10 mm lang, eiförmig und drüsig behaart.
Die Chromosomenzahl der Art ist 2n = 16.

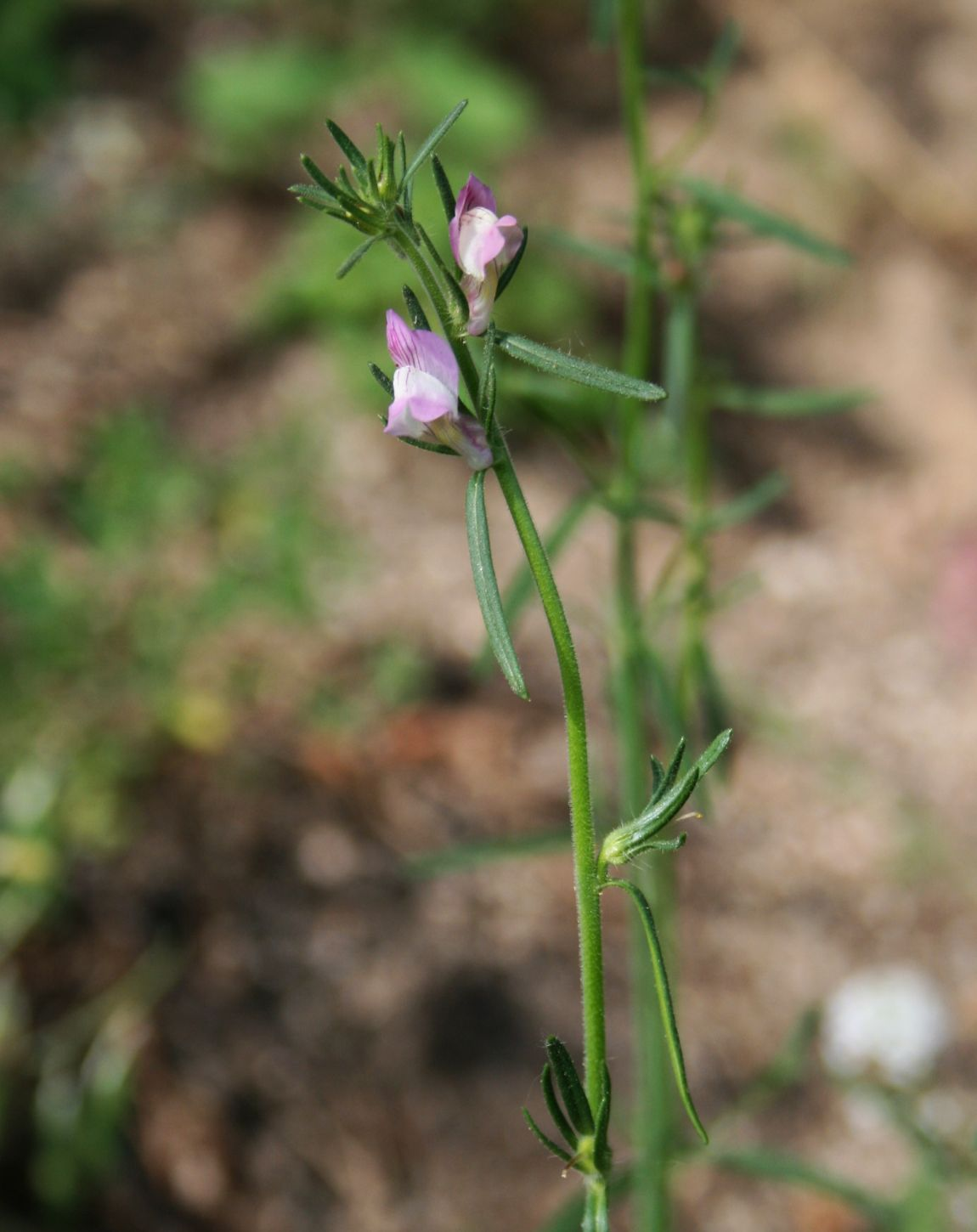
Acker-Löwenmaul (Misopates orontium)

## Ökologie
Die Bestäubung erfolgt durch Bienen. Der Samen wird durch den Wind verbreitet.

## Vorkommen
Das Acker-Löwenmaul ist ein Therophyt. Es ist kalkmeidend und bevorzugt sandige bis lehmige Äcker und wächst auch auf Weinbergen und Brachen. Es kommt in Europa, dem Mittelmeer-Raum und Westasien vor. In Deutschland gilt es als Archäophyt. Es ist in Mitteleuropa eine Charakterart des Setario-Stachyetum-arvensis.
Die ökologischen Zeigerwerte nach Landolt & al. 2010 sind in der Schweiz: Feuchtezahl F = 3w (mäßig feucht aber mäßig wechselnd), Lichtzahl L = 4 (hell), Reaktionszahl R = 2 (sauer), Temperaturzahl T = 4+ (warm-kollin), Nährstoffzahl N = 1 (sehr nährstoffarm), Kontinentalitätszahl K = 2 (subozeanisch), Salztoleranz 1 (tolerant).

## Gefährdung
Das Acker-Löwenmaul wird in Deutschland als gefährdet eingestuft.

## Trivialnamen
Für das Acker-Löwenmaul sind oder waren, zum Teil nur regional, auch die Bezeichnungen Affenschädel (Schlesien), Brackenhaupt, Dorant (Schlesien, Thüringen), Hundskopf (Thüringen), Hundsschädel (Thüringen), Kalbsnase (Schlesien), Kleines Löwenmaul, Nasenkraut (Schweiz), Orant (Hessen), Stärkkraut, Teufelsband (Schlesien, mittelhochdeutsch) und Todtenköpfel (Schlesien) gebräuchlich. Weiter Bezeichnungen sind Feldlöwenmaul, Großer Orant und Katzenmaul.